# Odontocera zikani
Odontocera zikani är en skalbaggsart som beskrevs av Julius Melzer 1927. Odontocera zikani ingår i släktet Odontocera och familjen långhorningar. Inga underarter finns listade i Catalogue of Life.